# Bảo tàng Nghệ thuật đương đại Bangkok
Bảo tàng Nghệ thuật đương đại (tiếng Anh: Museum of Contemporary Art, viết tắt là MOCA; tiếng Thái: พิพิธภัณฑ์ศิลปะไทยร่วมสมัย) là một bảo tàng nghệ thuật ở Băng Cốc, Thái Lan. Nó thuộc sở hữu tư nhân của giám đốc điều hành kinh doanh Boonchai Bencharongkul, và mở cửa vào tháng 3 năm 2012. Bảo tàng là một trong những bảo tàng nghệ thuật đương đại lớn nhất châu Á, sở hữu nhiều bộ sưu tập của nhiều nghệ sĩ nổi tiếng ở Thái, bao gồm Thawan Duchanee, Hem Vejakorn, Chalermchai Kositpipat và Prateep Kochabua.
MOCA lưu giữ nhiều bộ sưu tập vô giá được thực hiện bởi các họa sĩ và nghệ sĩ điêu khắc Thái Lan. Mục tiêu chính của bảo tàng là liên tục chia sẻ, lan tỏa, bảo tồn nghệ thuật và văn hóa Thái Lan đích thực đến toàn thế giới, đặc biệt là thế hệ tiếp theo.

## Tác phẩm nghệ thuật
Có tổng cộng 5 tầng tại Moca nơi mà mỗi tầng sẽ có một chủ đề nghệ thuật khác nhau.

### Tầng 1
Bao gồm bốn khu trưng bày. Hai khu dành để trưng bày tạm thời, hai khu khác dùng để trưng bày tác phẩm của hai nghệ sĩ quốc gia và một nhà điêu khắc xuất sắc. Triển lãm trưng bày tác phẩm điêu khắc của của nghệ sĩ quốc gia Giáo sư Chalood Nimsamer, cũng như các bức tranh đề cập đến những cột mốc quan trọng của nghệ thuật Thái Lan hiện tại. Ngoài ra còn trưng bày các tác phẩm của Paitun Muangsomboon, nghệ sĩ quốc gia về điêu khắc; Khien Yimsiri, nhà tiên phong trong điêu khắc hiện đại Thái và là một nghệ sĩ ưu tú. Tác phẩm của Yimsiri có sáng tạo, khác biệt, và liền mạch kết hợp giữa tính Thái và tính phổ quát. Ý tưởng của ông ảnh hưởng bởi di sản Thái Lan và văn hóa nói chung cũng như thiết kế hình ảnh Phật từ thời Sukhothai.

### Tầng 2
Triển lãm trưng bày nhiều góc nhìn độc đáo. Mỗi tác phẩm nghệ thuật đều mô tả lối sống và các sự kiện xã hội thời hiện đại. Một bộ sưu tập trộn lẫn giữa tác phẩm truyền thông của nghệ sĩ quốc gia về ảnh thị giác Kamol Tassananchalee được trưng bày tại sảnh. Ông là người sáng tạo nghệ thuật khẳng định bản sắc nghệ thuật của riêng mình.

### Tầng 3
Tầng này trưng bày những tác phẩm tuyệt đẹp của nghệ thuật Thái Lan hiện nay và tác phẩm nghệ thuật vô cùng sáng tạo. Tác phẩm của các nghệ sĩ bao gồm Sompop Budtarad, Chuang Moolpinit, Somphong Adulyasarapan, và Prateep Kochabua. "House of Phimphilalai" là căn phòng dành riêng cho văn học cổ điển Thái Lan Khun Chang và Khun Paen. Nó đặc biệt chú trọng vào nhân vật Phimphilalai, một người phụ nữ xinh đẹp là đối tượng của cuộc chiến giữa hai người đàn ông, được thể hiện theo hai cách bởi hai nghệ sĩ đến từ hai thế hệ khác nhau, Hem Vejkorn và Sukee Som-ngoen.

### Tầng 4
Nhiều tác phẩm nghệ thuật của Thawan Duchanee, một nghệ sĩ và triết gia nổi tiếng đến từ Thái Lan, người đã nhận được giải thưởng Nghệ sĩ hội họa quốc gia năm 2001. Bao gồm nhiều loại tranh sơn dầu trên vải, bản vẽ, điêu khắc trên gỗ, và vũ khí được chế tạo bằng kỹ năng nghệ thuật và vô cùng độc đáo này. Ngoài ra, căn phòng bao gồm tác phẩm nghệ thuật của Tawee Nandakwang, Chakrapan Posayakrit, và Angkarn Kalayanapongsa. Ba bức trang hiện đại khổng lồ miêu tả Tam Quốc (bao gồm Thiên đàng, Trung thổ, và Địa ngục) bởi ba họa sĩ, Sompop Budtarad, Panya Vijinthanasarn, và Prateep Kochabua.

### Tầng 5
Tầng trưng bày nghệ thuật hiện đại từ các quốc gia khác nhau, bao gồm Mỹ, Trung Quốc, Việt Nam, Malaysia, Nhật, Nga, Ý, và Na Uy. Những bức tranh thành công nhất của các họa sĩ lãng mạn được trưng bày trong căn phòng biểu tượng Richard Green, có mái cong và giống như một bảo tàng châu Âu.

## Hình ảnh

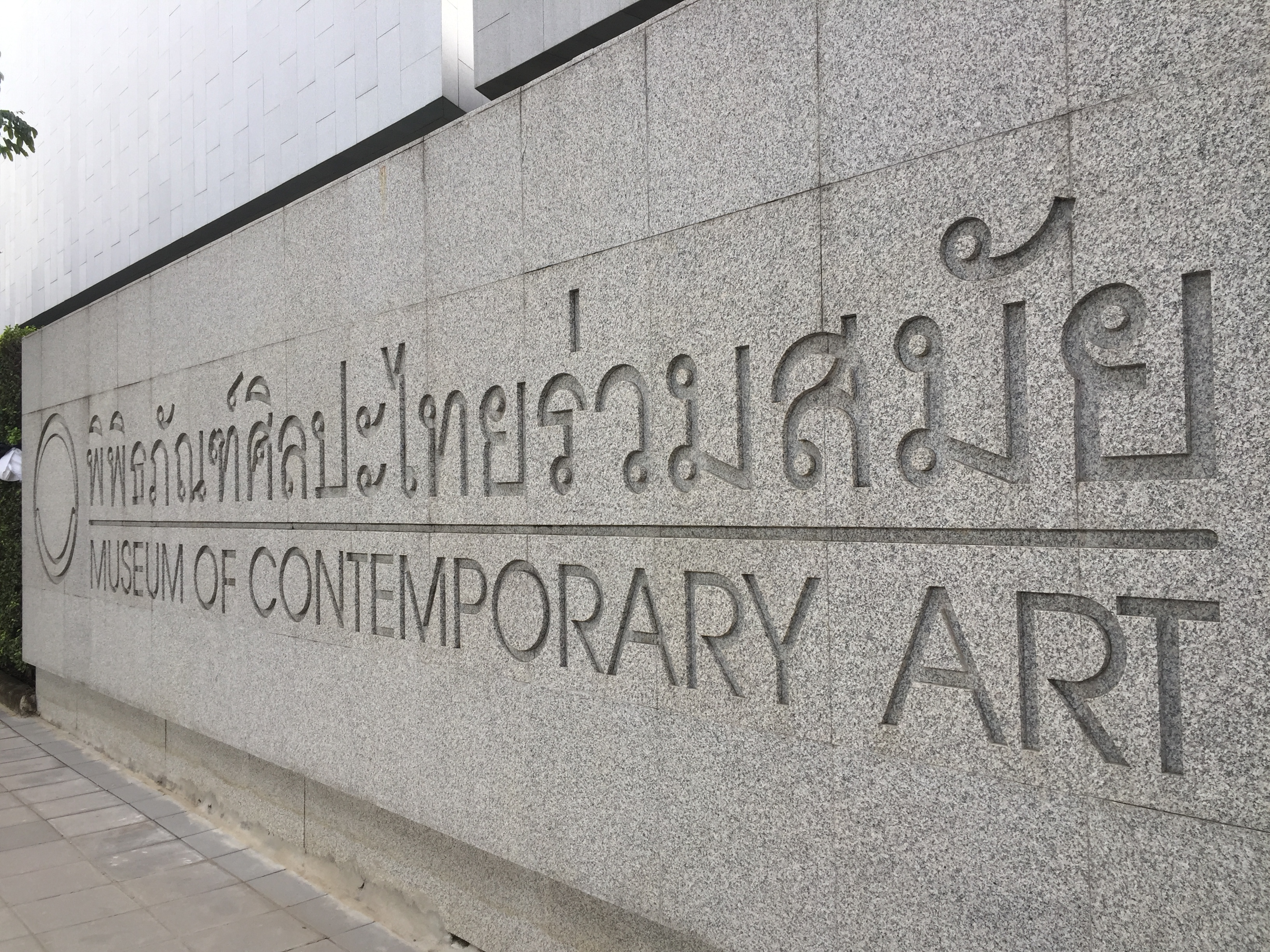
Bảo tàng Nghệ thuật đương đại
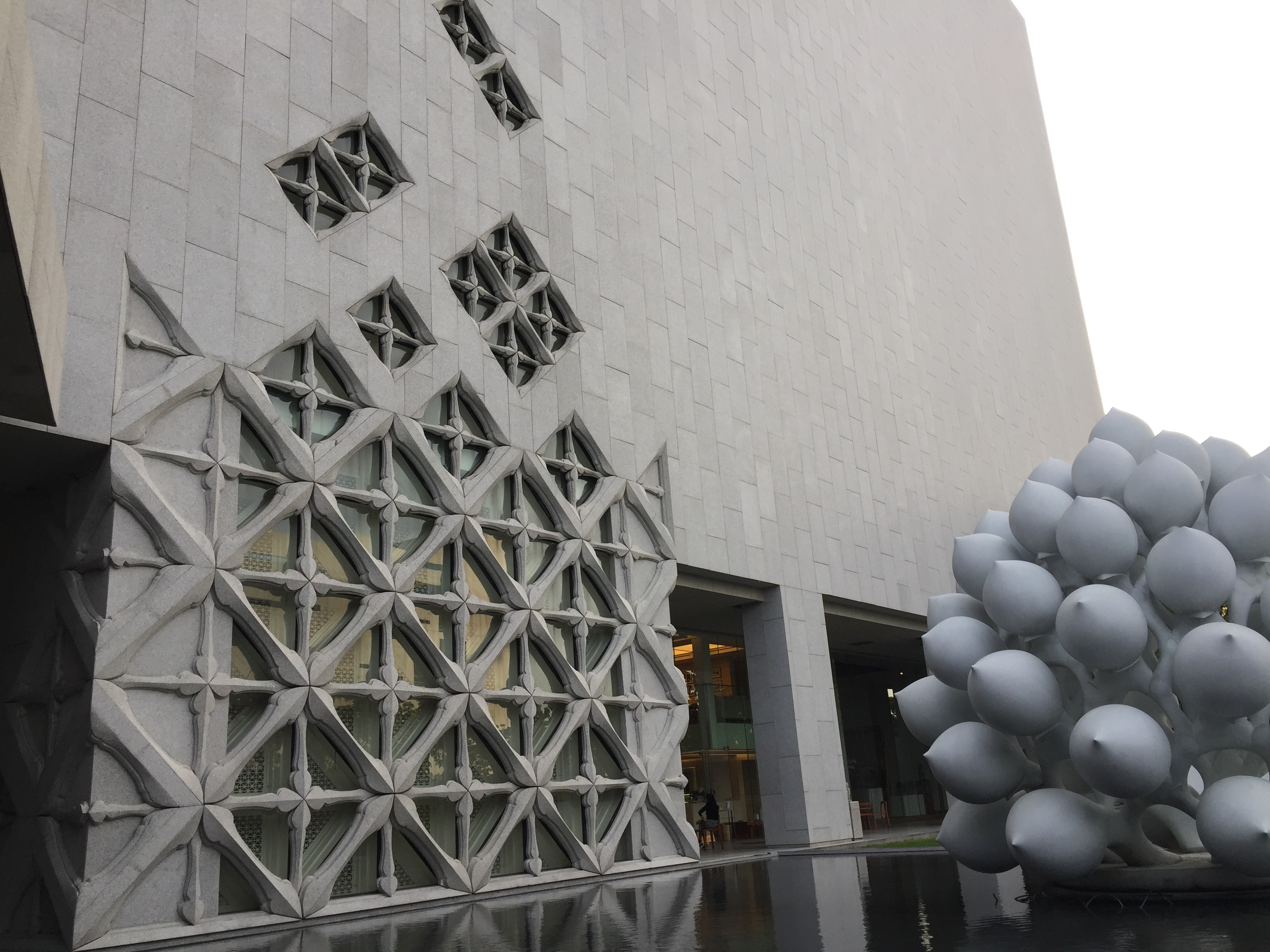
Tác phẩm điêu khắc trước bảo tàng
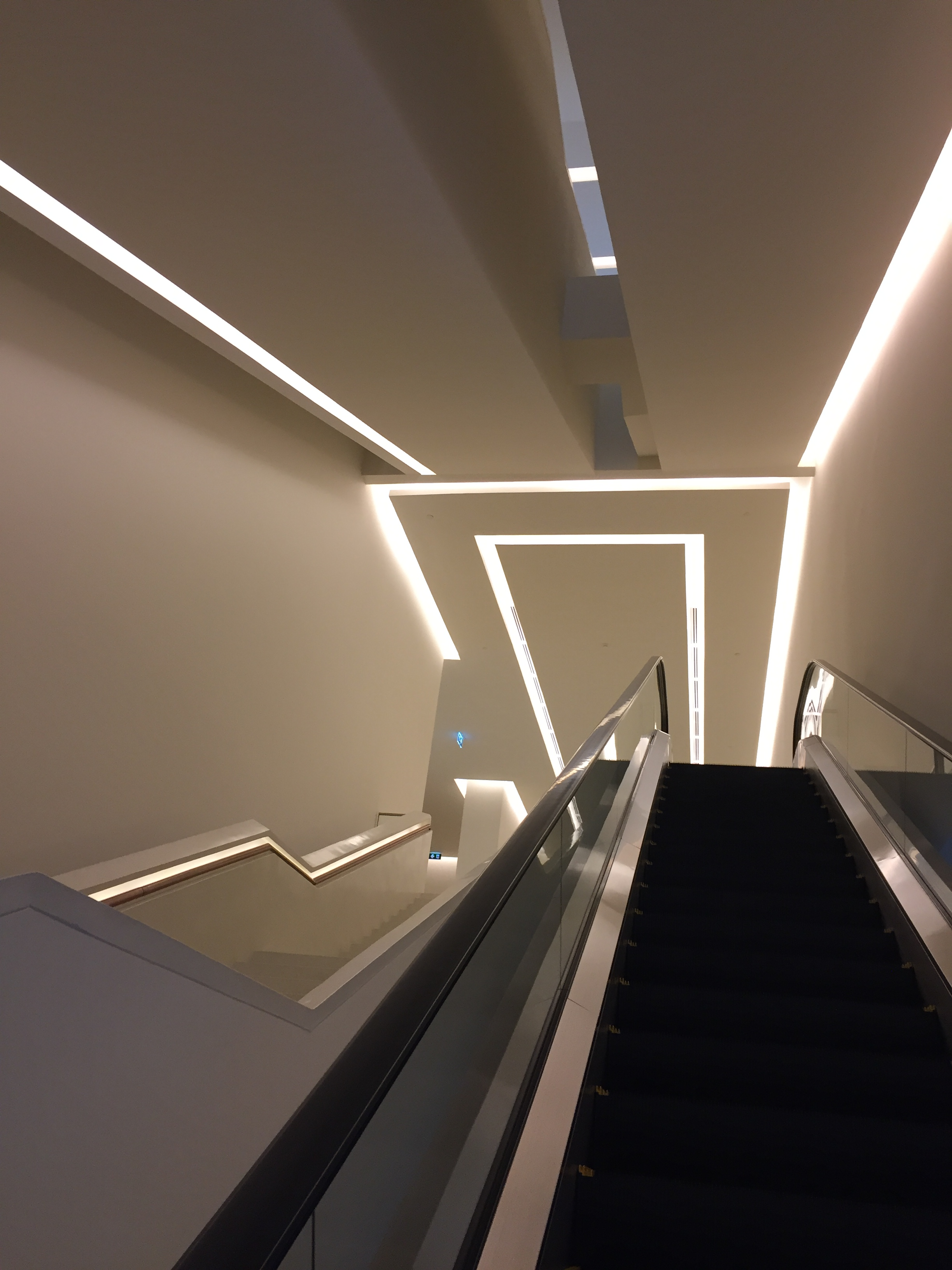
Bên trong bảo tàng
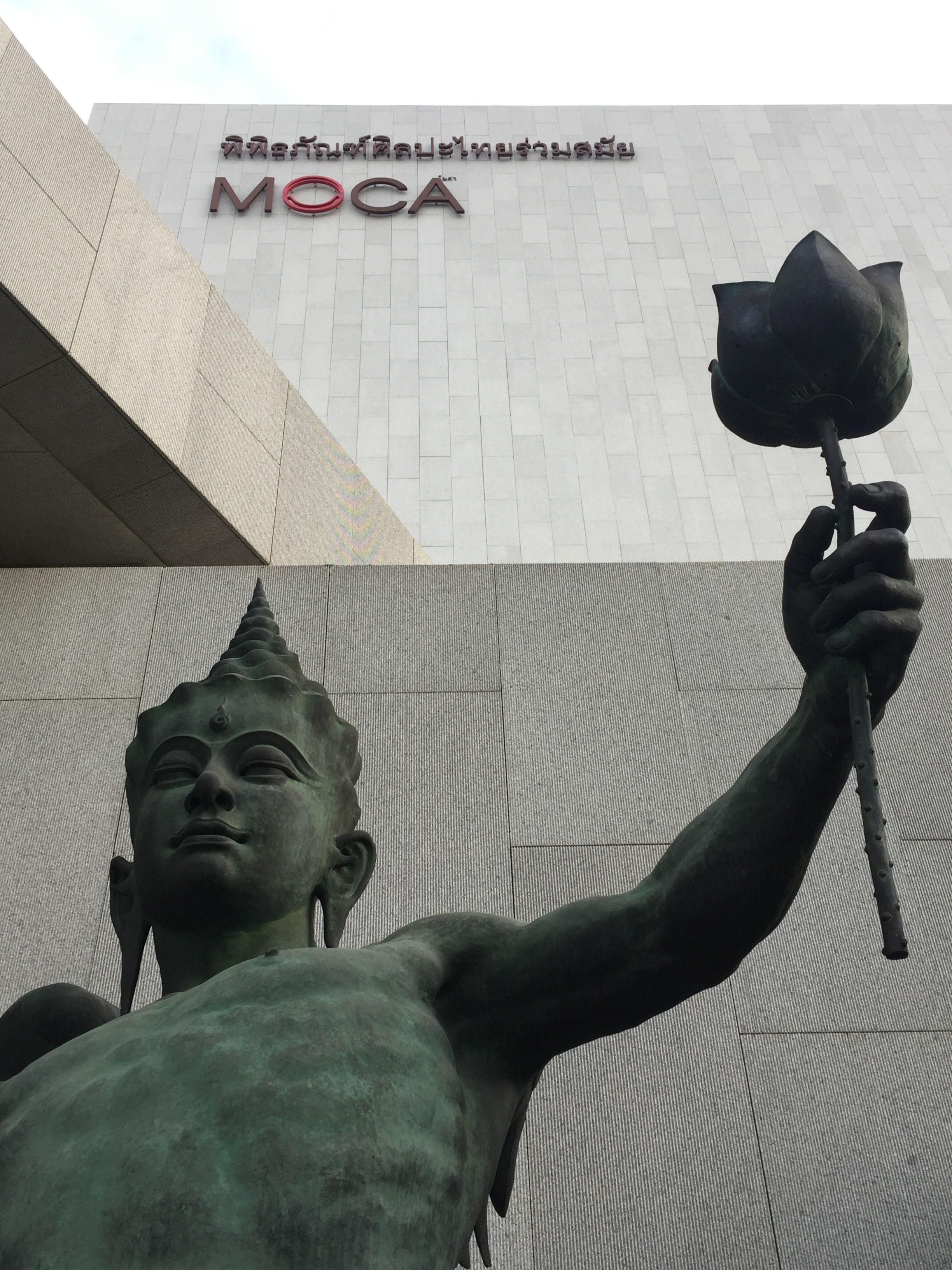
Kama (2014), bởi Thongchai Srisukprasert, đặt gần lối vào
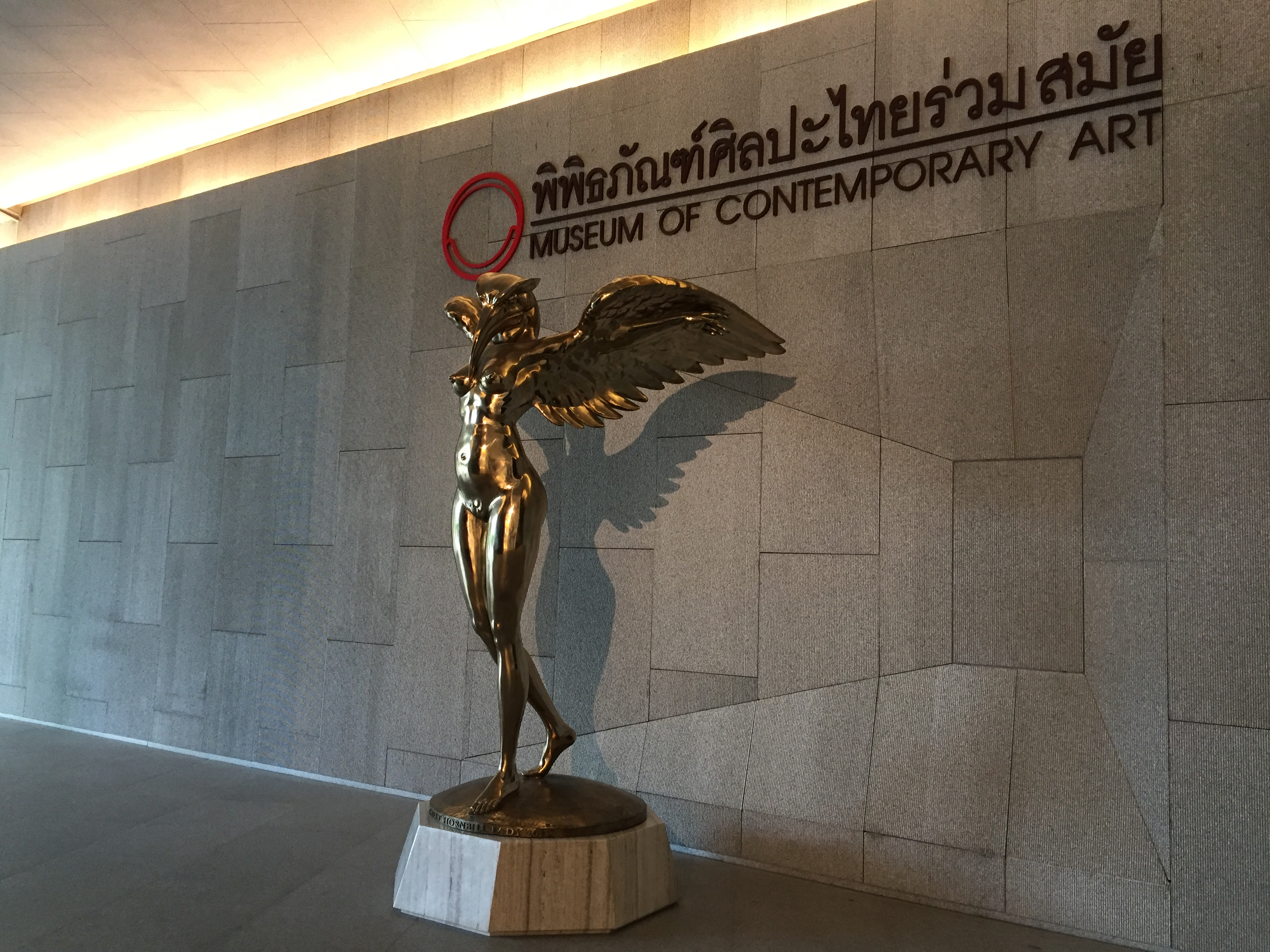
Great Hornbill Lady (2012) của Thongchai Srisukprasert tại lối vào bảo tàng
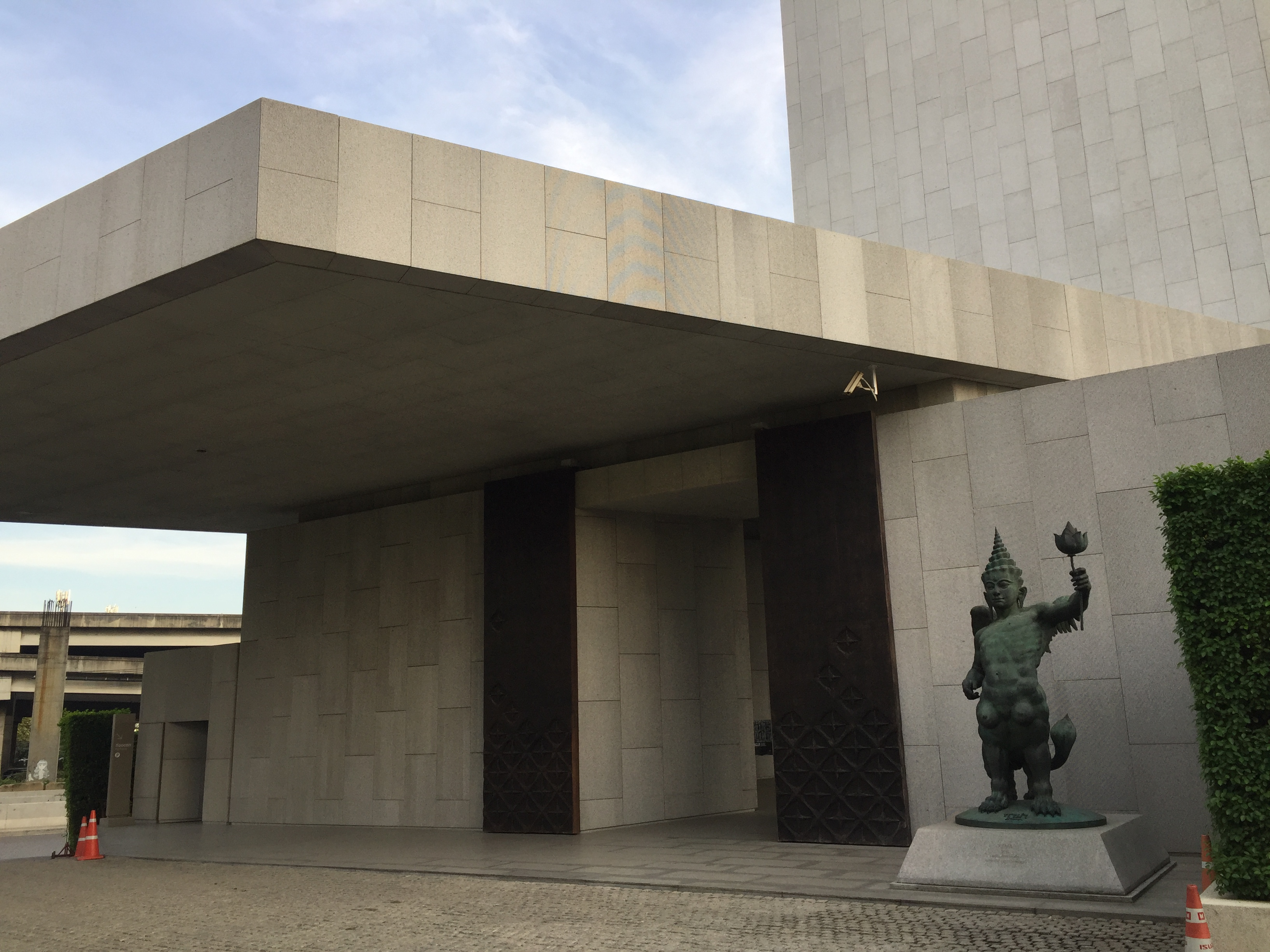
Bảo tàng Nghệ thuật đương đại (MOCA) tại Băng Cốc